# Antum
Antum is een wierde in de gemeente Westerkwartier in de provincie Groningen. De wierde ligt ten noorden van Garnwerd, tussen het Reitdiep en het Aduarderdiep. De weg van Garnwerd naar Aduarderzijl loopt over de wierde, waarvan een restant als een taartpunt uittorent boven het landschap.

## Geschiedenis

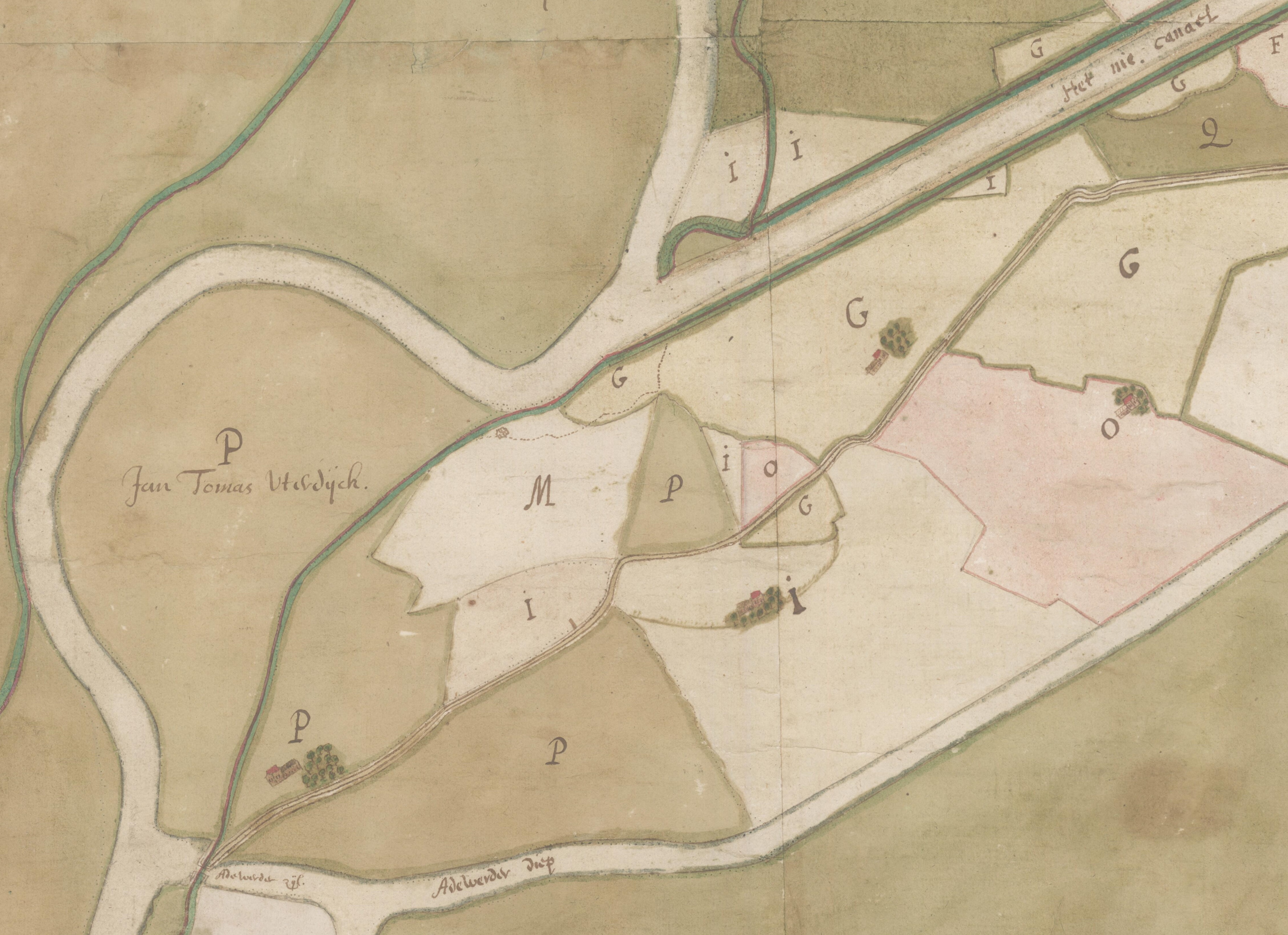
Fragment van een kaart van ingeieur Antoni Coucheron uit 1630 met de wierde Antum en omgeving. Het noorden is links. Hierop is zichtbaar dat de wierde in handen is van vier eigenaren. De letters verwijzen naar de vier boerderijen rond de wierde: De genoemde boerderijen G (Antumerweg 1), I (Antumaheerd, Antumerweg 2), O (Torensmaweg 2) en P (Hunzebocht, Antumerweg 5) bestaan nog steeds en zijn vanaf de jaren 1960 allemaal in handen gekomen van de familie Pon, die er sindsdien het bedrijf Koepon exploiteert.

### Naam en bewoning
Antum was vroeger een grote en hoge wierde. De oorsprong van de naam Antum is onbekend. Bij de invoering van de Burgerlijke stand in 1811 liet de boerenfamilie van de heerd ernaast (Antumerweg 2) zich naar de wierde vernoemen met de achternaam Antuma.
De wierde werd opgeworpen in de IJzertijd. Er zijn aanwijzingen dat rond ongeveer 200 v.Chr. de bewoning werd uitgebreid.
De wierde was vroeger verdeeld over vier verschillende boeren, wat doet vermoeden dat er vroeger ook vier boerderijen op de wierde moeten hebben gestaan, die na de aanleg van de dijken zijn verplaatst naar een plek meer in het centrum van hun landerijen.

### Afgraving
De wierde werd rond 1906 voor driekwart afgegraven om de vruchtbare wierdegrond te kunnen verkopen als meststof. Daartoe werd een opvaart gegraven langs de boerderij Antumaheerd aan zuidwestzijde van de wierde voor de afvoer van de wierdegrond via het Aduarderdiep. Dit kanaaltje bestond deels uit de bestaande gracht van de boerderij. Een kwart van de wierde werd niet afgegraven omdat de eigenaar, boer Martinus Theodorus Brouwers van de boerderij Hunzebocht (Antumerweg 5), niet meedeed aan de afgraving. Dit restant steekt tegenwoordig boven het omringende landschap uit met een hoogte tot 3,6 meter boven NAP.

### Vondsten
Bij de afgraving van de wierde werden karolingische vondsten gedaan. Deze vondsten werden aangekocht door het Museum voor Stad en Lande (thans onderdeel van het Groninger Museum) in Groningen.
De belangrijkste vondsten komen uit een ruitergraf dat is gedateerd op de tweede helft van de achtste eeuw. Hiertoe behoren een Noord-Fries zwaard met een met patronen bewerkte kling, een lansspits met een met patronen bewerkt blad, een korte lansspits, twee stijgbeugels met koper- en messingversiering. Niet bewaard gebleven zijn een tweede zwaard, een schildkap, een derde lansspits en de skeletresten van een man en een paard.
Bij andere opgravingen in de wierde zijn o.a. een oudfries zwaard en een helgroen glas gevonden.